# Leptogaster panda
Leptogaster panda là một loài ruồi trong họ Asilidae. Leptogaster panda được Martin miêu tả năm 1957. Loài này phân bố ở vùng Tân Bắc giới.